# Dabel
Dabel est une commune rurale allemande du Mecklembourg appartenant à l'arrondissement de Ludwigslust-Parchim (Mecklembourg-Poméranie-Occidentale).

## Géographie
La commune se trouve dans une région de lacs et de forêts à six kilomètres à l'est de Sternberg. Le lac de Dabel et le lac de Holzendorf se trouvent dans le territoire de la commune. Elle est délimitée au nord par le parc naturel du lac de Gägelow et au sud-est par le lac de Kleinpritz.

## Historique

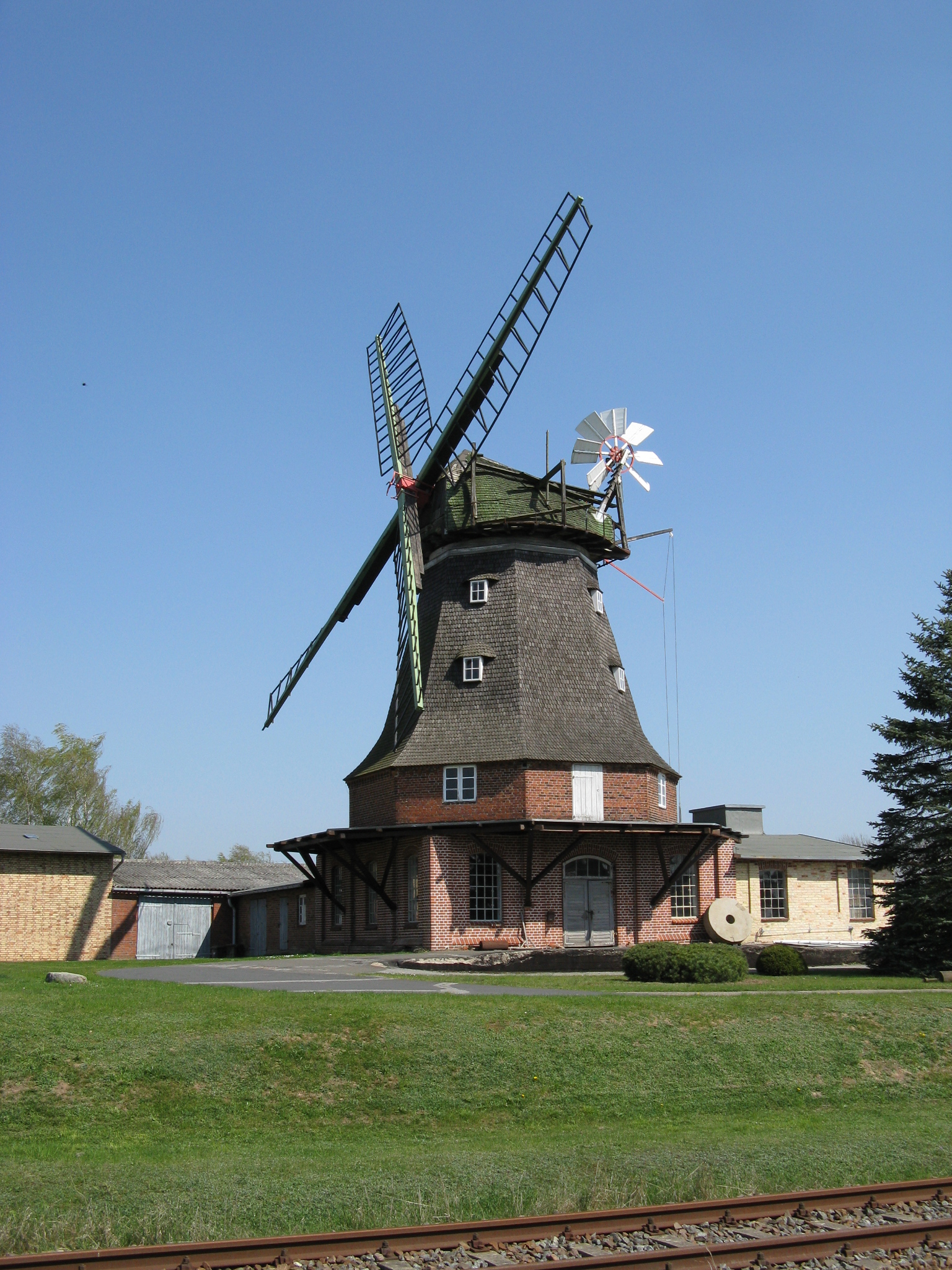
Le moulin à vent de Dabel (1892)

La toponymie indique une racine slave qui signifie chêne. L'endroit a été mentionné en 1262 pour la première fois. Jusqu'à la Réforme protestante, le village appartenait aux religieuses bénédictines de l'abbaye de Dobbertin.
De 1794 à la fin de 1918, il appartenait au grand-duché de Mecklembourg-Schwerin, puis jusqu'en 1945 à l'État de Mecklembourg-Schwerin. Il entre ensuite dans l'État du Mecklembourg et de 1952 à 1990 au district de Schwerin.
Le Panzerartilleriebataillon (bataillon d'artillerie blindée) N°406 y était stationné jusqu'en 2006.

## Personnalités liées à la ville
- Ludwig Stubbendorf (1906-1941), cavalier né à Turloff.

## Jumelage
- Probsteierhagen (Allemagne) depuis le 3 octobre 1991